# أعصر بن سعد
منَبه بن سعد شاعر جاهلي قديم المشهور بأعصر، عدّه ابن سلام من فحول الشعراء،. ولقب بأعصُر لبيت قاله تفرد فيه بذكر (الأعصُر) ولقب (دُخاناً) ولها قصه مع ملك من ملوك اليمن في ذلك. وهو من رجال القرن الرابع الميلادي المعمرين وإليه ينتهي نسب الشاعر الطفيل الغنوي والقائد قتيبة بن مسلم وعدة قبائل تُنسب له.

## نسبه
هو: منبه بن سعد بن قيس عيلان بن مضر بن نزار بن معد بن عدنان بن أدد
أمه: تُكمة بنت مُرّ بن أدّ بن طابخة بن إلياس بن مضر بن نزار بن معد بن عدنان بن أدد
زوجته: ضبينة بنت سعد مناة بن غامد بن كعب بن الحارث بن كعب بن عبد الله بن مالك بن نصر وهو شنوءة بن الأزد

## إخوته
- غطفان بن سعد، (جد بني غطفان)
- عوانه بنت سعد، تزوجت خزيمة بن مدركة وأنجبت كنانة بن خزيمة (جد قبائل كنانة) والهون (جد قبيلة القارة وعضل) وأسد (جد بني أسد)[6]
- تعلة بنت سعد، تزوجت عكرمة بن خصفة (أبن عمها) وأنجبت منصور، وعامرا، وسعدا، وملكان[7]

## قصة مع ملوك اليمن
كَانَ رَجُل من ملوك اليمن فِي أول الزمان يغير عَلَى معدّ وكان مسورًا، فأغار عليهم ثُمَّ انتهى بجمعه إلى كهفٍ، فدخل فِيهِ ومن معه، وتبعه بنو معد فجعل منبه يدخن عليهم فسمي دخانًا، فهلك الملك وأصحابه، وفي ذَلِكَ يَقُولُ أبن أُخْته مَنْصُور بْن عكرمة بْن خصفة:
إنا وجدنا أعصر بْن سعد
متمم البيت رفيع المجد
أهلك ذا الأسوار عن معد

## شعره
عُرف أعصر بن سعد بأنه من أشهر شعراء القرن الرابع وفصاحته فله قصائد منها قول:
وَقالوا يالَ أَشجَعَ يَومَ هَيجٍ
وَوَسطَ الدارِ ضَرباً وَاِحتِمايا
وله أيضاً حينما سألته إبنته وهي سبب تسميته (أعصر) ويسمى البيت هذا (الأعصُر) قال:
قالَت عُمَيرَةُ ما لِرَأسِكَ بَعدَما
نَفِدَ الزَمانُ أَتى بِلَونٍ مُنكَرِ
أَعُمَيرَ إِنَّ أَباكِ شَيَّبَ رَأسَهُ
كَرُّ اللَيالي وَاِختَلافُ الأَعصُرِ

## أولاده
- عمرو بن أعصر، (وهو جد بني غنى)
- مالك بن أعصر، وتزوج باهلة بنت صعب بن سعد العشيرة وبنوه بها يعرفون (قبيلة باهلة)
وأم الأثنين هي مُليكة بنت ناشح بن وادعة من همدان
- معاوية بن أعصر
- ثعلبه بن أعصر
- عامر بن أعصر
أم الثلاثة الطفاوة بنت جرم بن ربّان بن قضاعة وهم بها يعرفون بقبيلتهم (الطفاوة) منهم كرز الطفاوي وهو سيدهم، وله يقول الشاعر الأسود بن يعفر:نبّئت كرز ابن الخبيث يَسبَّني كرز الطغام مَدَى العجان الأهلبوله ابنه:
- عميرة بنت أعصر[11]